# Daniel Mullen
Daniel John Mullen (ur. 26 października 1989 w Adelaide) – australijski piłkarz występujący na pozycji obrońcy. Zawodnik klubu Dalian A’erbin.

## Kariera klubowa
Mullen jako junior grał w Para Hills Knights, SASI oraz AIS. W 2008 roku trafił do Adelaide United z A-League. Zadebiutował tam 12 września 2008 roku w przegranym 0:1 pojedynku z Melbourne Victory. W 2009 roku wywalczył z klubem wicemistrzostwo A-League. 28 sierpnia 2010 roku w wygranym 3:2 spotkaniu z North Queensland Fury strzelił pierwszego gola w A-League.
W 2012 roku Mullen przeszedł do chińskiego Dalian A’erbin.

## Kariera reprezentacyjna
W reprezentacji Australii Mullen zadebiutował 5 marca 2009 roku w przegranym 0:1 meczu eliminacji Pucharu Azji 2011 z Kuwejtem. W tym samym roku wraz z kadrą U-20 wziął udział w Mistrzostwach Świata, które Australia zakończyła na fazie grupowej.